# Delta Force: Black Hawk Down - Team Sabre
Delta Force: Black Hawk Down - Team Sabre è un'espansione per il videogioco sparatutto in prima persona Delta Force: Black Hawk Down, pubblicata nel 2004 da NovaLogic e sviluppata da Ritual Entertainment per Microsoft Windows. Nel 2006 è uscita una versione migliorata per PlayStation 2, sviluppata da Rebellion Developments.

## Modalità di gioco
L'espansione aggiunge un nuovo personaggio selezionabile (un commando della SAS) e due nuove campagne, ambientate in Iran e in Colombia. Nella versione PlayStation 2 sono presenti ulteriori nuove armi e veicoli.

## Versione per telefoni cellulari
Con lo stesso titolo è stata pubblicata da Vivendi Games Mobile, nel 2006, una versione del gioco per telefoni cellulari.

### Trama
Il gioco prende in considerazione una guerra immaginaria che avviene in varie parti del mondo, quali Iran e Colombia.

### Modalità di gioco
Ci sono due tipi di missioni:
- Missioni aeree: il giocatore impersona il minigun dell'elicottero Black Hawk (Falco Nero), e dovrà sparare su nemici, radar mobili e artiglieria pesante (carri armati e camion lanciamissili), spostando il mirino sul bersaglio;
- Missioni a terra: il giocatore impersona una squadra di tre soldati (fuciliere, cecchino, ingegnere) e dovrà coordinare le loro mosse, spostando il cursore sulla meta desiderata. In queste missioni l'obiettivo principale sarà distruggere serbatoi di petrolio, distruggere acquedotti avvelenati, liberare ostaggi, o mettere al sicuro l'area.

#### Cursore
Il cursore sarà contraddistinto da:
- Due piedi verdi, se la meta è raggiungibile;
- Due piedi rossi, se la meta è irraggiungibile;
- Un mirino, se il bersaglio è da sparare;
- Una pinza, se il bersaglio è una mina da disinnescare;
- Una bomba, se il bersaglio è da bombardare;
- Un kit di pronto soccorso, se il bersaglio è da curare;
- Un coltello, se il bersaglio è da accoltellare;
- La parola "SOS", se il bersaglio è un ostaggio da liberare.

#### Soldati
Nelle missioni a terra, i soldati impersonabili sono tre:
- Fuciliere: porta un giubbotto antiproiettile, quindi subirà meno danni. Spara da una distanza ravvicinata con una mitragliatrice. Ha anche un coltellino di riserva;
- Cecchino: spara da grandi distanze con un fucile da cecchino, ma ha pochi proiettili. Ha la speciale abilità di vista satellitare, con cui potrà vedere tutta la mappa. Come il fuciliere, ha anche un coltellino di riserva;
- Ingegnere: non può sparare, ma ha molte abilità: può chiamare attacchi aerei per bombardare grossi convogli di nemici, serbatoi di petrolio o acqua avvelenata, e radar mobili. Inoltre, è l'unico della squadra a poter vedere e disinnescare mine, e curare se stesso e i compagni. Come questi ultimi, ha un coltellino di riserva. In molte missioni, si rivelerà di vitale importanza, tanto da dover sopravvivere per compiere la missione.

#### Nemici
I nemici sono:
- Fucilieri: semplici soldati armati di mitragliatrice;
- Soldati con bazooka: forti soldati armati di bazooka che toglieranno molti punti vita con un solo colpo;
- Carri armati: spareranno al Black Hawk per impedirgli di proseguire;
- Camion lanciamissili: più forti e resistenti dei carri armati, anch'essi spareranno al Black Hawk per impedirgli di proseguire;
- Mine: tolgono molti punti vita se un soldato vi cammina sopra. Comunque, l'ingegnere potrà disinnescarle o distruggerle con un bombardamento aereo, anche se poco pratico.

#### Punti, bonus e medaglie
Si otterranno:
- 10 punti per ogni nemico ucciso;
- 20 punti per ogni veicolo distrutto;
- 30 punti per ogni edificio distrutto;
- 5 punti per ogni mina distrutta o disinnescata;
- 1 punto per ogni punto vita rimasto;
- 100 punti per ogni membro della squadra sopravvissuto;
- 500 punti per ogni obiettivo secondario completato;
- un bonus in base al tempo rimasto.

Se tutti i membri della squadra sopravvivono e tutti gli obiettivi sono stati completati, il giocatore riceverà una medaglia.